# San Francisco de Macorís
San Francisco de Macorís is een stad en gemeente (192.000 inwoners) in de Dominicaanse Republiek. Het is de hoofdstad van de provincie Duarte.

## Geschiedenis
Tot 1778 werd de plaats bewoond door boeren, die weinig contact hadden met de buitenwereld. Daarna was er sprake van een forse immigratie. Tijdens de Haïtiaanse invasie in 1822 was de plaats nog zo onderontwikkeld, dat de Haïtianen er geen gewapende post plaatsten.

## Productie
De gemeente San Francisco de Macorís heeft vruchtbaar grondgebied waar van alles verbouwd wordt. De economische groei heeft echter vooral te maken met de grote stroom dollars die binnenkomt via in het buitenland woonachtige Macorianen.

## Bestuurlijke indeling
De gemeente bestaat uit vijf gemeentedistricten (distrito municipal):
Cenoví, Jaya, La Peña, Presidente Don Antonio Guzmán Fernández en San Francisco de Macorís.

## Geboren in San Francisco de Macorís
- Porfirio Rubirosa (1909-1965), diplomaat

- Library of Congress Control Number: n85081729
- Nationale Bibliotheek van Israël: 987007557764905171
- Virtual International Authority File: 148985794
- WorldCat: E39PBJjRVpgYbPgdVJtXbxPbBP

Azua · Bajos de Haina · Baní · Barahona · Boca Chica · Bonao · Comendador · Cotuí · Dajabón · El Seibo · Hato Mayor · Higüey · Jimaní · La Romana · La Vega · Los Alcarrizos · Mao · Moca · Monte Cristi · Monte Plata · Nagua · Neiba · Pedernales · Puerto Plata · Sabaneta · Salcedo · Samaná · San Cristóbal · San Francisco de Macorís · San José de Ocoa · San Juan · San Pedro de Macorís · Santiago · Santo Domingo de Guzmán · Santo Domingo Este · Santo Domingo Norte · Santo Domingo Oeste